# 1180er
Portal Geschichte | Portal Biografien | Aktuelle Ereignisse | Jahreskalender | Tagesartikel

◄ |
11. Jh. |
12. Jahrhundert
| 13. Jh. | ►

◄ |
1150er |
1160er |
1170er |
1180er
| 1190er | 1200er | 1210er | ►

1180 |
1181 |
1182 |
1183 |
1184 |
1185 |
1186 |
1187 |
1188 |
1189

## Ereignisse
- 1187: Niederlage des christlichen Heers gegen Saladin in der Schlacht an den Hörnern von Hittin, Saladin erobert Jerusalem und beendet damit eine 88-jährige christliche Herrschaft.
- 1189: Der dritte Kreuzzug beginnt.

## Astronomie
- 1181: Supernova im Sternbild Kassiopeia.